# Europejska Karta Społeczna
Europejska Karta Społeczna (ang. European Social Charter, fr. Charte sociale européenne) - podstawowa umowa Rady Europy, dotycząca praw społeczno-ekonomicznych obywateli otwarty do podpisu 18 października 1961 r. w Turynie. Obowiązuje od 26 lutego 1965 r. Zapewnia prawa oraz wolności obywatelskie i polityczne bez dyskryminacji ze względu na rasę, kolor i płeć, religię, poglądy polityczne, pochodzenie narodowe lub społeczne. Karta gwarantuje szereg praw i wolności dotyczących sfery społecznej.
Art. 20 zobowiązuje strony do przestrzegania co najmniej 5 z 7 artykułów : 1, 5, 6, 12, 13, 16 i 19, wybór należy do strony. Art. 21 zobowiązuje do składania sprawozdań w sprawach dotyczących przyjętych postanowień, art. 22 w sprawach pozostałych. Sprawozdania rozpatruje Komitet Ekspertów (art. 23 i 24), do wyznaczona doradcy w obradach zaproszona jest Międzynarodowa Organizacja Pracy (art. 25). 
Depozytariuszem jest Sekretarz Generalny Rady Europy (art. 35).
Wypowiedzenie możliwe jest po upływie 5 lat od nabrania siły w stosunku do strony i po każdych kolejnych 2 latach z zachowaniem półrocznego okresu powiadomienia depozytariusza, dopuszczalne są też wypowiedzenia części Karty na warunkach przez nią określonych (art. 37).
Polska ratyfikowała Kartę 25 czerwca 1997 r.
Polska za wiążące uznaje 58 z 72 ustępów zawartych w Karcie. Art. 8 ust. 4 pkt b (zakaz zatrudniania kobiet w kopalniach) musiał zostać przez Polskę wypowiedziany jako sprzeczny z prawem unijnym.
3 maja 1996 w Strasburgu podpisano uzupełnienia do Karty, obowiązują od 1 lipca 1997, Polska podpisała je jak dotąd bez ratyfikacji.